# Ghassan Tuéni
Ghassan Tuéni, né le 5 janvier 1926 et mort le 8 juin 2012, est un homme politique et journaliste libanais. Il occupe plusieurs fonctions ministérielles et diplomatiques : il est notamment ambassadeur du Liban à l'ONU.

## Biographie
Il appartient à une famille éminente de grecs-orthodoxes libanais d'origine syrienne,.
Il est diplômé en philosophie de l'université américaine de Beyrouth en 1945 et a obtenu une maîtrise en sciences politiques de l'université Harvard en 1946. Il est diplômé de l'École supérieure de journalisme de Paris en 1950. Il a enseigné les sciences politiques en tant que maître de conférences à l'université américaine de Beyrouth entre 1947 et 1948. Il épouse en 1954 la poétesse Nadia Tuéni.
Il fut aussi longtemps à la tête du journal libanais à grand tirage Al Nahar. Il dirige le comité supervisant la restauration de la cathédrale grecque-orthodoxe Saint-Georges de Beyrouth, après la guerre de 1975-1990.
Il est député de Beyrouth, proche de l'Alliance du 14 Mars à la suite de l'assassinat en décembre 2005 de son fils, le député Gebrane Tuéni.
Il a été le premier député du parti social nationaliste syrien, avant de s'en éloigner fortement pour des raisons politiques.

## Ouvrages
- Une guerre pour les autres, Éditions Jean-Claude Lattès, 1985 (ISBN 978-2-7096-0375-1).
- Enterrer la haine et la vengeance : une vie pour le Liban, Albin Michel, 2009, 189 p. (ISBN 978-2-226-19313-1).
- Un siècle pour rien : le Moyen-Orient arabe de l'Empire ottoman à l'Empire américain, écrit avec Jean Lacouture et Gérard D. Khoury, Éditions Albin Michel, 2002  (ISBN 978-2226134837).